# Вилхелм Ернст фон Бранденбург-Байройт
Вилхелм Ернст фон Бранденбург-Байройт (на немски: Wilhelm Ernst von Brandenburg-Bayreuth; * 26 юли 1712, дворец Веферлинген; † 7 ноември 1733, Мантуа, Италия) от род Хоенцолерн, е маркграф от Бранденбург-Байройт.

## Живот
Той е вторият син на маркграф Георг Фридрих Карл фон Бранденбург-Байройт (1688 – 1735) и съпругата му принцеса Доротея фон Шлезвиг-Холщайн-Зондербург-Бек (1685 – 1761), дъщеря на херцог Фридрих Лудвиг фон Шлезвиг-Холщайн-Зондербург-Бек (1653 – 1728) и принцеса Луиза Шарлота фон Шлезвиг-Холщайн-Зондербург-Августенбург (1658 – 1740). На 3 декември 1716 г. родителите му се развеждат.
Вилхелм Ернст умира неженен на 7 ноември 1733 г. на 21 години в Мантуа, Италия, и е погребан в градската църква в Байройт.